# Leo Oliveira (político)
Ocimar Donizeti Léo Oliveira, mais conhecido como Léo Oliveira, (Barrinha, 29 de dezembro de 1964), é um apresentador de TV, radialista, empresário e político brasileiro. Atualmente ocupa o cargo Deputado Estadual do Estado de São Paulo pelo MDB e apresenta o Programa do Léo na TV Clube/Band e rádio Clube de Ribeirão Preto.

## Biografia
Nascido na zona rural de Barrinha, foi criado em Sertãozinho-SP e desde o fim dos anos 1980 mora em Ribeirão Preto. Filho de José de Oliveira e Ana Azevedo de Oliveira, Léo é casado com Regina Oliveira e pai de três filhos: Thaís, Igor e Laís. Já apresentou programas na RecordTV e TV Clube/BAND. Atualmente está a frente do Programa do Léo, na TV Clube/Band. O Programa vai ao ar de segunda a sexta, sempre às 13h30 e também é apresentado pelo filho do apresentador, o jornalista Igor Oliveira.

## Denúncias de corrupção
No ano de 2019, na qualidade de deputado estadual eleito, Léo Oliveira foi denunciado por esquema de corrupção em sua cidade, Ribeirão Preto. Segundo Ministério Público, Léo Oliveira teria integrado um grupo na Câmara Municipal que recebia propina e indicava apadrinhados em terceirizada.

## Cronologia da vida política
- 1990 eleito Deputado Estadual pelo Estado de São Paulo, com apenas 25 anos de idade e uma votação de mais de 45 mil votos representando a legenda do PRN, que integrava, junto com o PDS, o PTB e o PDC, a coligação "União por São Paulo", de Paulo Maluf.[4]
- 1994 reeleito Deputado Estadual pelo Estado de São Paulo pelo PTB com mais de 44 mil votos.
- 2008 eleito Vereador em Ribeirão Preto.[5]
- 2010 candidato a Deputado Federal, eleito como primeiro suplente com quase 90 mil votos, tomou posse em janeiro de 2015.[6][7]
- 2012 reeleito Vereador Ribeirão Preto.[8]
- 2014 eleito Deputado Estadual pelo Estado de São Paulo, com mais de 72 mil votos.[9]
- 2018 reeleito Deputado Estadual pelo Estado de São Paulo, com mais de 76 mil votos.[10]
- 2022 reeleito Deputado Estadual pelo Estado de São Paulo, com mais de 82 mil votos.